# John Wick 2
Série John Wick
John Wick
(2014) John Wick Parabellum
(2019)
Pour plus de détails, voir Fiche technique et Distribution.
John Wick 2 ou John Wick : Chapitre 2 au Québec (John Wick: Chapter 2) est un film d'action américain réalisé par Chad Stahelski, sorti en 2017. Il s'agit de la suite de John Wick, sorti en 2014.
Le film débute alors que John Wick pensait pouvoir reprendre sa retraite après avoir liquidé Iosef; malheureusement, Santino — un ancien associé grâce à qui il avait pu obtenir cette retraite — revient réclamer la dette contractée par John. Ce dernier doit liquider la sœur de Santino, et permettre à ce dernier de prendre sa place à la « Grande Table », une organisation qui rassemble et dirige les familles criminelles de par le monde. Mais après que John a accompli son contrat, Santino le trahit et met un contrat sur sa tête. John devra se frayer un chemin parmi les plus dangereux tueurs du monde pour se débarrasser de Santino.

## Synopsis
Quatre jours après s'être fait attaquer par Viggo Tarasov et son fils, l'ancien tueur à gages John Wick retrouve la trace de sa Ford Mustang Mach 1 dans un atelier de voitures volées appartenant à Abram Tarasov, frère de Viggo. Après avoir neutralisé les hommes d'Abram, dans un affrontement au cours duquel sa voiture est endommagée, Wick épargne Abram et conclut un pacte de paix avant de retourner chez lui. À peine rentré et après avoir confié sa voiture à Aurelio pour la réparer, John reçoit la visite de Santino D'Antonio, un parrain de la Camorra (mafia italienne), venu pour qu'il s'acquitte d'une dette qui lui a permis de se retirer et d'épouser Helen, en lui présentant un Marqueur, sorte de contrat symbolisé par un médaillon marqué par un serment de sang. Wick décline ce service, prétextant qu'il est retraité. En représailles, Santino détruit sa maison au lance-grenades. Wick réussit à s'échapper avec son chien qu'il va laisser à l'hôtel Continental.
Winston, le propriétaire du Continental, rappelle à John qu'il enfreint l'une des règles du milieu s'il n'honore pas ce contrat. Wick accepte le contrat et rencontre Santino à un musée, qui lui annonce qu'il doit exécuter sa sœur, Gianna, afin d'obtenir son siège à un conseil de hauts dignitaires du crime, appelé la « Grande Table ». Pour cette mission, Wick sera suivi par Ares, garde du corps muette de Santino, qui garde un œil sur les faits et gestes de l'ex-assassin. À Rome, Wick se rend à la fête organisée par Gianna et l'affronte. Devançant une mort certaine, elle se suicide sous les yeux de John, puis celui-ci l'achève d'une balle dans la tête. Tandis qu'il traverse la foule pour quitter le palais, il est vu par Cassian, garde du corps de Gianna, qui comprend qu'il est responsable de la mort de sa patronne. En voulant s'enfuir par les catacombes, il est attaqué par les hommes de Cassian et par Ares. Après avoir tué la plupart d'entre eux, sauf Ares qui s'est échappée, Wick affronte Cassian au cours d'un combat brutal qui s'interrompt devant la réception du Continental de Rome, où Wick s'est temporairement installé. Cessant les hostilités en raison des règles de l’établissement, à contrecœur, Wick et Cassian partagent un verre au bar. Le second fait devant Wick le serment de venger Gianna.
Alors que Wick est de retour à New York, Santino met un contrat de sept millions de dollars sur la tête du tueur. Wick affronte plusieurs tueurs et les neutralise avant d'être confronté à Cassian dans un nouveau combat qui se termine dans le métro au cours duquel Wick blesse sérieusement son adversaire au couteau, mais le laisse vivre par respect professionnel. Également blessé, Wick demande l'aide au Bowery King, seigneur du crime du monde souterrain, qu'il avait jadis épargné. Soigné par ses hommes, Wick obtient du Bowery King une arme avec sept cartouches représentant symboliquement les sept millions du contrat et en l'emmenant à l'endroit où se trouve Santino, le musée même où il avait accepté le contrat. Wick élimine les hommes de ce dernier et neutralise Ares après un combat intense. Santino, qui est parvenu à s'échapper, se réfugie au Continental, où il veut se réfugier indéfiniment pour lui échapper. En dépit de l'avertissement de Winston, Wick tue Santino dans le restaurant de l'hôtel sous les yeux de nombreux témoins.
Après avoir récupéré son chien et s'être rendu dans les décombres de sa maison pour récupérer la chaîne de sa défunte épouse, Wick rencontre Winston à Central Park, qui lui apprend que le conseil de hauts dignitaires du crime a doublé l'offre pour l'abattre et qu'elle est valable à travers le monde. Winston décide d'excommunier Wick, lui faisant perdre tout accès et tout privilège aux ressources du milieu, mais lui laisse une longueur d'avance en retardant d'une heure son excommunication. Avant de fuir, Wick prévient Winston qu'il va tuer tous ceux qui le suivent. Conscient que n'importe qui autour de lui est désormais un tueur potentiel, Wick fuit avec son chien.

## Fiche technique
Sauf indication contraire, les informations mentionnées dans cette section peuvent être confirmées par la base de données cinématographiques IMDb,  présente dans la section « Liens externes ».
- Titre original : John Wick: Chapter 2
- Titre français : John Wick 2
- Titre québécois : John Wick : Chapitre 2
- Réalisation : Chad Stahelski
- Scénario : Derek Kolstad
- Restriction d'Age : 12 + en région Européenne
- Musique : Tyler Bates et Joel J. Richard
  - Montage musical : Richard Henderson
- Direction artistique : Chris Shriver
- Décors : Kevin Kavanaugh et David Schlesinger
- Costumes : Luca Mosca
- Maquillage : Stephen Kelley, Sanja Milic
- Coiffure : Kerrie Smith
- Photographie : Dan Laustsen
- Son :Andy Koyama, Gabriel J. Serrano, Mark P. Stoeckinger
- Montage : Evan Schiff
- Production : Basil Iwanyk et Erica lee
  - Directeur de production : Holly S. Rymon
  - Production exécutive (Italie) : Marco Valerio Pugini
  - Production déléguée : Robert Bernacchi, Kevin Scott Frakes, David Leitch, Qiuyun Long, Vishal Rungta, Chad Stahelski et Jeff G. Waxman
  - Production associée : Jennifer Madeloff
  - Coproduction : Holly S. Rymon
  - Coproducteur associé : Bo Shen
- Sociétés de production :
  - États-Unis : Thunder Road Pictures et Lions Gate Film, présenté par Summit Entertainment, en association avec 87Eleven Productions
  - Hong Kong : en association avec TIK Films
  - Italie : produit avec l'aide du Crédit d'impôt italien, réalisé avec le soutien de la région du Latium
  - Canada : avec le soutien du Partenariat du Quartier des spectacles
- Sociétés de distribution : Lions Gate Film (États-Unis) ; Intercontinental Film Distributors (Hong Kong) ; Eagle Pictures (Italie) ; Entertainment One (Canada) ; Metropolitan Filmexport (France) ; Belga Films (Belgique)[4] ; Ascot Elite Entertainment Group (Suisse)
- Budget : 40 millions de $[5],[6]
- Pays de production :  États-Unis[7],[8],[N 1]
- Langues originales : anglais, italien, russe, hébreu, langue des signes
- Format : couleur - 35 mm - 2,39:1 (CinemaScope) - son Dolby Surround 7.1
- Genre : action, policier, thriller
- Durée : 122 minutes
- Dates de sortie[9] :
  - Hong Kong : 9 février 2017
  - États-Unis, Canada, Québec : 10 février 2017[1]
  - France, Belgique, Suisse romande : 22 février 2017[8],[10],[11]
  - Italie : 16 mars 2017
- Classification :
  - États-Unis : interdit aux moins de 17 ans (R – Restricted)[N 2]
  - Hong Kong : ne convient pas aux jeunes et aux enfants (IIB - Catégorie Deux-B)[N 3]
  - Italie : tous publics (T - film per tutti)[12]
  - Canada (Alberta, Colombie-Britannique, Nouvelle-Écosse) : les enfants de moins de 14 ans doivent être accompagnées d'un adulte (14A - 14 Accompaniment)
  - Canada (Manitoba, Ontario) : les personnes de moins de 18 ans doivent être accompagnées d'un adulte (18A - 18 Accompaniment)
  - Québec : 13 ans et plus (violence) (13+ / 13 years and over)[1]
  - France : interdit aux moins de 12 ans[8],[13],[N 4]
  - Belgique : potentiellement préjudiciable jusqu'à 16 ans (KNT/ENA : Kinderen Niet Toegelaten  / Enfants Non Admis)[10],[14],[N 5]
  - Suisse romande : interdit aux moins de 16 ans[15]

## Distribution

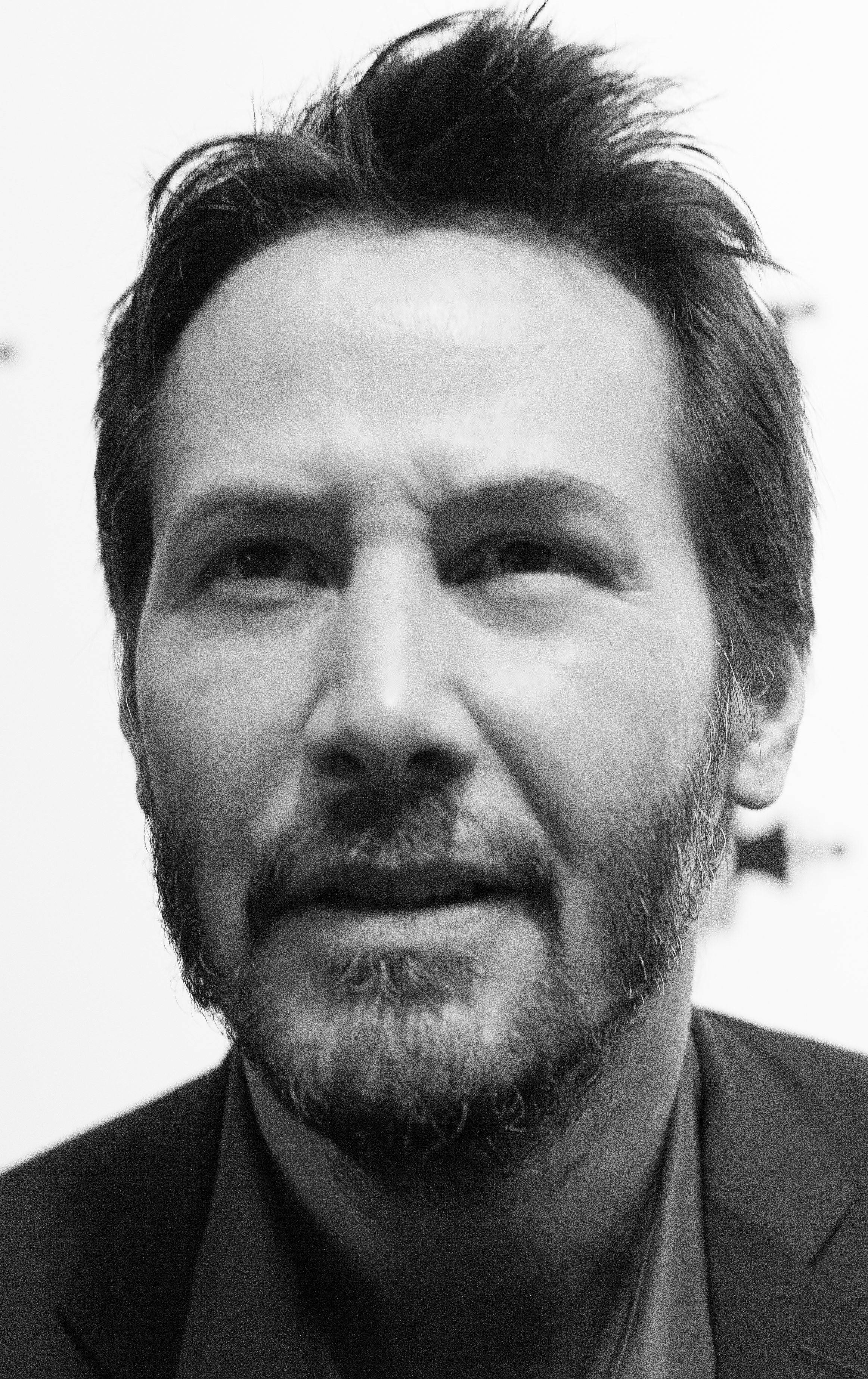
L'acteur Keanu Reeves, de retour dans le rôle-titre.

- Keanu Reeves (VF : Jean-Pierre Michaël ; VQ : Daniel Picard) : Jonathan « John » Wick
- Riccardo Scamarcio (VF : Axel Kiener ; VQ : Paul Sarrasin) : Santino D'Antonio
- Ian McShane (VF : Philippe Catoire ; VQ : Jean-Marie Moncelet) : Winston Scott
- Ruby Rose : Ares
- Common (VQ : Patrick Chouinard) : Cassian
- Claudia Gerini (VF : Déborah Perret ; VQ : Pascale Montreuil) : Gianna D'Antonio
- Lance Reddick (VF : Thierry Desroses ; VQ : Gilbert Lachance) : Charon
- Laurence Fishburne (VF : Saïd Amadis ; VQ : Éric Gaudry) : The Bowery King
- Tobias Segal (en) : Earl
- John Leguizamo (VF : Bernard Gabay ; VQ : Hugolin Chevrette) : Aurelio
- Bridget Moynahan : Helen Wick
- Thomas Sadoski : Jimmy
- Erik Frandsen (en) : Numismate
- David Patrick Kelly : Charlie
- Franco Nero (VF : Patrick Béthune ; VQ : Marc Bellier) : Julius
- Peter Serafinowicz (VF : Jérôme Keen ; VQ : Jean-François Blanchard) : Sommelier
- Peter Stormare (VQ : Manuel Tadros) : Abram Tarasov
- Perry Yung : Docteur
- Youma Diakité : Lucia
- Chukwudi Iwuji : Akoni
- Joan Smalls : Femme assassin
- Mario Donatone : Cardinal
- Heidi Moneymaker : L'assassin au violon (non créditée)

 Source et légende : version française (VF) sur RS Doublage, AlloDoublage et le site de Jean-Pierre Michael
Note : le personnage incarné par Ruby Rose n'a pas de répliques parlées, mais des répliques en langue des signes. 

## Production

### Tournage
Le tournage de John Wick 2 débute le 26 octobre 2015 à New York. À la fin de la première semaine, le tournage s'est déplacé à Manhattan. Le film est également filmé en Italie. Une certaine partie du tournage est aussi réalisée au Québec, plus particulièrement à Montréal. Ainsi, plusieurs véhicules new-yorkais sont aperçus dans la rue Sainte-Catherine le 30 octobre 2016.

## Accueil

### Accueil critique
John Wick 2 obtient un accueil critique plutôt positif dans l'ensemble, obtenant un taux d'approbation de 89 % sur le site Rotten Tomatoes, pour 282 critiques et une moyenne de 7,4⁄10. Sur le site Metacritic, il obtient un score de 75⁄100, pour 43 critiques. En France, le long-métrage est bien accueilli, mais de manière modeste, obtenant une moyenne de 3.1⁄5 sur le site AlloCiné, à partir de l'interprétation de 11 critiques.

### Box-office
Sorti dans 3 113 salles aux États-Unis, John Wick 2 fait un démarrage supérieur au premier volet avec 30 436 123 $ de recettes le premier week-end d'exploitation, alors que son prédécesseur avait démarré à 14 415 922 $ à la même période dans 2 589 salles,. Alors que le premier opus avait fini sa carrière en salles avec 43 037 835 $ après treize semaines d'exploitation, John Wick 2 le dépasse avec plus de 63 000 000 $ en deux semaines à l'affiche. Le film est un succès avec plus de 92 millions de $ de recettes en onze semaines de présence dans les salles. À l'international, il rapporte 79,5 millions de $, portant le total à plus de 171,5 millions $ de recettes mondiales.
Sorti dans une combinaison modeste de 245 salles en France, John Wick 2 démarre à la troisième place des nouveautés le jour de sa sortie avec 31 797 entrées, dont 10 291 entrées sur Paris et sa périphérie, faisant moins bien que John Wick à la même période en 2014 (une première place avec 34 057 entrées en France, dont 10 375 entrées sur Paris et sa banlieue). En une semaine, John Wick 2 prend la neuvième place du box-office français avec 201 953 entrées, faisant légèrement mieux que le premier opus, qui avait totalisé 184 851 entrées à la même période. Toutefois, il connaît une baisse avec 308 407 entrées en trois semaines contre 352 966 entrées à la même période pour le premier opus. Finalement, il réalise un résultat de 335 241 entrées, en net retrait par rapport au premier film, qui avait dépassé le seuil des 400 000 entrées.
| Pays ou région     | Box-office      | Date d'arrêt du box-office | Nombre de semaines |
| ------------------ | --------------- | -------------------------- | ------------------ |
| États-Unis Canada, | 92 029 184 $    | 27 avril 2017              | 11                 |
| France,            | 335 241 entrées | 25 avril 2017              | 9                  |
| Total mondial      | 171 539 887 $   | 20 août 2017               | -                  |

## Distinctions
Source : Internet Movie Database

### Récompenses
2017
- BMI Film and TV Awards : Prix BMI de la meilleure musique de film pour Tyler Bates et Joel J. Richard
- Davey Awards : Social - Contenu-Divertissement[32]
- Golden Schmoes Awards : personnage le plus cool de l'année pour John Wick (Keanu Reeves)
- Golden Trailer Awards : Golden Trailer du meilleur spot télévisé de film d'action

### Nominations
2016
- Indiewire Critics Poll : le film le plus attendu de 2017 (6e place)

2017
- Golden Trailer Awards : meilleure bande-annonce d'un film d’action
- Hollywood Professional Association Awards : meilleur son dans un long métrage pour Andy Koyama, Alan Rankin, Gabriel J. Serrano, Mark P. Stoeckinger et Martyn Zub
- IGN Summer Movie Awards : meilleur film d'action
- Los Angeles Online Film Critics Society Awards : meilleur travail de cascade
- MTV Movie & TV Awards : meilleure scène d'action
- Taurus World Stunt Awards : meilleur coordinateur de cascade et/ou réalisateur de la 2e équipe pour Claudio Pacifico
- Teen Choice Awards : meilleure scène de combat pour John Wick (Keanu Reeves) contre Cassien (Common)

2018
- Empire Awards : meilleur thriller
- Hawaii Film Critics Society : meilleures cascades

## Éditions en vidéo
- En France, le film John Wick 2 est sorti en DVD et dans une édition limitée SteelBook Blu-ray le 22 juin 2017[8],[33],[34]. Une version Blu-ray simple est sortie le 23 octobre 2017[35]. À la suite des évolutions techniques afin d'améliorer la qualité d'image et de sons, le film sort en Blu-ray 4K Ultra HD + Blu-ray le 15 octobre 2019[36]. Le film est également sorti en VOD le 1er octobre 2021[8].
- Au Québec, il est sorti en VOD, DVD et Blu-ray le 13 juin 2017[1].

## Suites
En septembre 2017, Lionsgate officialise John Wick 3 pour une sortie le 17 mai 2019.